# Sociedad Italiana de Tiro al Segno
La Sociedad Italiana De Tiro al Segno (S.I.T.A.S.) es un club de Tiro, Rugby, Hockey sobre césped, Fútbol, Tenis, Judo, Cestoball, Básquet, Bowling, Paddle, Natación, Arquería, Pelota_paleta, Patin artístico, Gimnasia de musculación y otros deportes en El Palomar, Buenos Aires, Argentina.

## Historia
- La Societa Italiana di Tiro a Segno SITAS, el grupo de italianos que formaban parte de la romántica Legion de Italianos Voluntarios.
- El club fue fundado el 14 de marzo de 1895, con un gran apoyo de los setenta socios que tenían hasta ese momento, todos ellos de origen italiano muchos de ellos Alpini un cuerpo del Ejército Italiano que se caracterizaban por ser un cuerpo de Elite que practicaba el Esquí alpino y el Tiro
- La sede original del club se encontraba inicialmente en el barrio de Villa Devoto en la Capital Federal de la República Argentina.
- El propósito fundamental de los legionarios era tener un lugar donde conservar la práctica adquirida en el servicio militar cuando se encontraran licenciados en tiempos de Paz. Para ello, el 20 de septiembre de 1895, con un Gran concurso de Tiro, y con la presencia de delegaciones de instituciones similares, altas autoridades nacionales, jefes de la representación diplomática y consular de Italia y competidores individuales, alguno de ellos jóvenes pertenecientes a la sociedad porteña, como el Marcelo Torcuato de Alvear, se inauguró el primer polígono en Villa Devoto.
- Esta sede marcó una época de esplendor para la actividad de tiro en la Capital Federal; sus instalaciones fueron frecuentadas por altas personalidades de todos los quehaceres de la Nación, entre ellas, presidentes y ministros.
- Pero a pesar de ello, los planes urbanísticos y el inexorable avance del progreso hicieron que un día de junio de 1926 cesara el fuego, y el entonces Presidente de la Nación, Dr. Marcelo T. De Alvear, concurrió esta vez para presidir la ceremonia de clausura. Sólo setenta y cuatro socios quedaron en esa época de dispersión y dificultades, pero el entusiasmo y el empuje de este grupo, permitieron que el 8 de mayo de 1934 se adquirieran los terrenos correspondientes a la chacra de la familia Ramos Mejía, donde el 4 de diciembre de 1938 se inauguró oficialmente el actual campo deportivo de El Palomar.
- Un nuevo período se iniciaba en este predio, y, contemplando la integración de la familia, fueron incorporándose nuevas actividades que con el transcurso del tiempo convirtieron a la institución en lo que es actualmente: Un club de características excepcionales por su infraestructura, su ambiente familiar y sus variadas prácticas deportivas.

## Historia Deportiva
Ha contado con destacados Deportistas que practicaron deportes en sus instalaciones como el Ingeniero Pablo Cagnasso (múltiples veces campeón Panamericano y Mundial de Tiro), las hermanas Claudia y Beatriz Villaverde (reconocidas tenistas de la década de 1970) y cuentan, en sus filas del Cestoball, con varios Premios Olimpia de Plata ( Una de las máximas distinciones que reciben los deportistas argentinos).
- En 1919 figura en los registros de la Asociación Argentina de Football, tomando parte del torneo de Segunda División.
- Sus deportistas federados participan en torneos zonales, provinciales, nacionales e internacionales en diversas actividades amateurs. A la práctica de tiro, la actividad exclusiva original, le acompañan en la actualidad: Equitación, Judo, Natación, Rugby, Basquetball, Bochas, Tenis, Bowling, Hockey, Cestoball, Pelota a Paleta, Atletismo, Paddel, Tae-Kwon-Do, Voleibol, Patín artístico, etc. El asociado, además de contar con el apoyo de un departamento médico de primer nivel, máquinas isokinéticas, pesas y complementos, vestuarios climatizados, etc., dispone de un intenso programa de torneos internos que fomentan la práctica recreativa.
- Su clásico-rival en rugby y hockey sobre césped es el Club Italiano ya que los dos clubes son creados por fundadores italianos, pero hoy en día el otro gran clásico es Rugby Club Los Matreros, ya que los dos clubes pertenecen al Partido de Morón.Sitas lleva 15 partidos sin perder frente a Los Matreros, llevando 52 partidos ganados contra 24.

RIVALES DE S.I.T.A.S.:
Club Italiano, Los Matreros,C.A.San Antonio De Padua, Curupaytí y Hurling Club
- En Rugby en el 2008 ascendió al grupo II de URBA.
- En Rugby en el 2013 se llegó a la Final de grupo II, perdiendo contra Deportiva Francesa.
- En Rugby en el 2016 ascendió al grupo I

## Consejo Directivo Período 2022 - 2026
PRESIDENTE: Sr. Zagaglia, Daniel Hugo

VICE-PRESIDENTE 1°: Sr. Ortega, Gustavo

VICE-PRESIDENTE 2°: Sr. Carrizo, José María

SECRETARIO: Sr. Casazza, Daniel

TESORERO: Sr. Smerling, José Salomón

PRO-TESORERO: Sr. Diaz, Fernando

## Actividades Culturales
La Societa Italiana di Tiro a Segno también cuenta con una variedad de actividades no deportivas tales como Biblioteca, Enseñanza de Idiomas, Juegos de Cartas,   entre otras en las amplias instalaciones de la Avenida Marconi.